# James Buchanan Duke

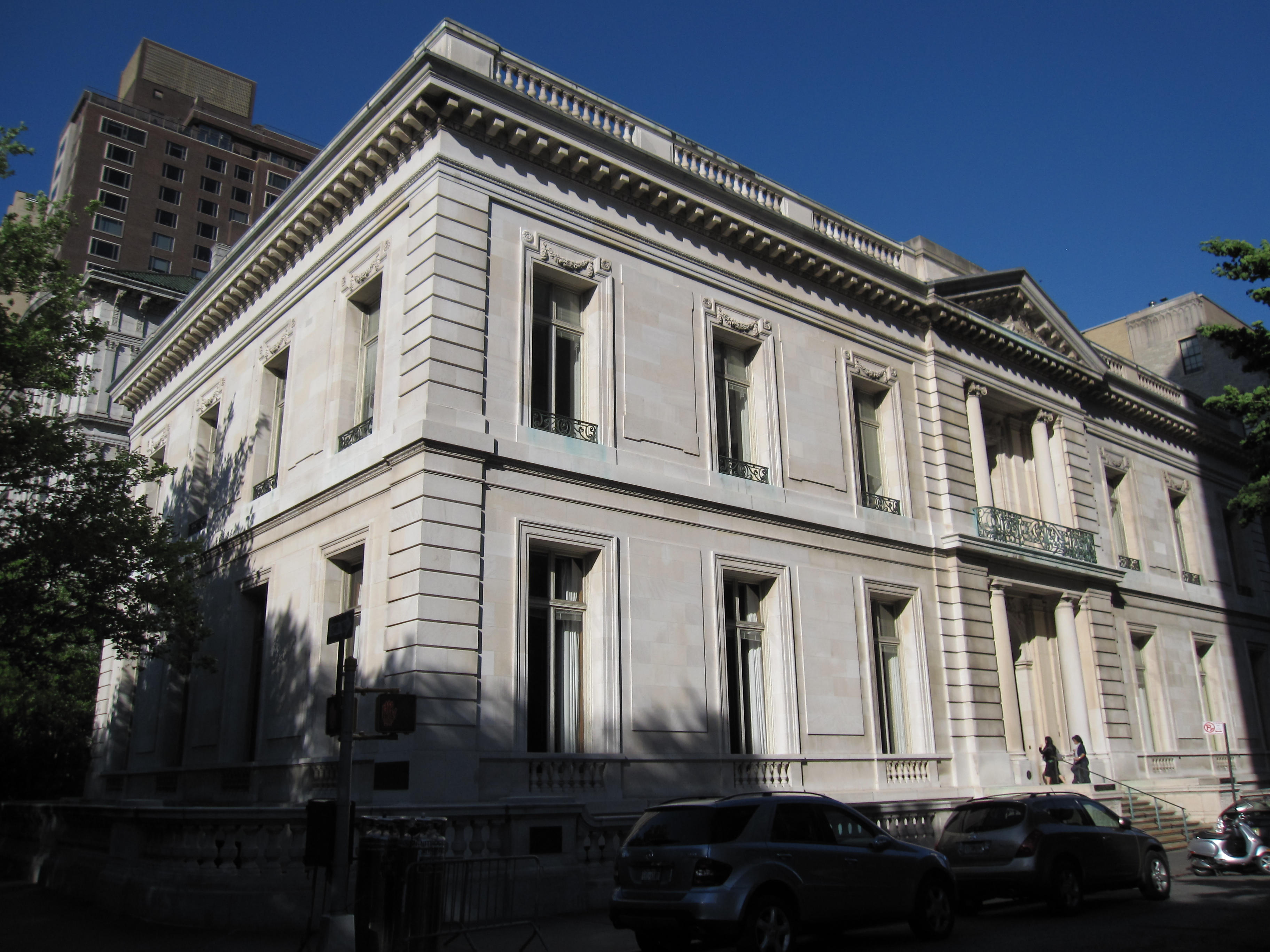
James B. Duke House en la Quinta Avenida de Nueva York

James Buchanan Duke (23 de diciembre de 1856 – 10 de octubre de 1925) fue un empresario estadounidense del sector del tabaco y de la energía eléctrica conocido por ser el introductor del cigarrillo moderno y creador de la moderna industria de la manufactura del tabaco y por su vinculación con la Universidad Duke.

## Semblanza
James Buchanan Duke nació el 23 de diciembre de 1856, cerca de Durham, North Carolina, hijo del empresario y filántropo Washington Duke (1820-1905) y de su segunda esposa, Artelia Roney Duke.
En la década de 1880, James Buchanan y su hermano Benjamin Newton (1855-1929) se hicieron cargo de la empresa de fabricación de tabaco de su padre en Durham.
En 1885, James Buchanan Duke adquirió una licencia de uso de la primera máquina de hacer cigarrillos de forma automatizada (inventada por James Albert Bonsack), y en 1890, la empresa de Duke se había convertido en la primera fabricante de Estados Unidos, suministrando el 40% del mercado de cigarrillos del país. En ese año, Duke consolidó el control de sus cuatro principales competidores bajo una entidad corporativa, la American Tobacco Company, que venía a ejercer un monopolio en el mercado de cigarrillos estadounidense. 
En 1911, el Tribunal Supremo de Estados Unidos, en aplicación de la Ley Sherman, obligó a descomponer el trust creado por Duke en cuatro empresas.

## Carrera

### Dirección de la empresa y entrada en la producción de cigarrillos
James Buchanan Duke asumió cada vez más la dirección de la empresa familiar W. Duke, Sons and Company y transformó el negocio de comercio de tabaco de una empresa regional a un actor global en la industria del tabaco. James estaba frustrado por no poder capturar el mercado dominado por W. T. Blackwell dominaba el mercado, y tomó una decisión histórica. Mientras producía principalmente tabaco de pipa bajo Washington Duke, W. Duke, Sons and Company comenzó a producir cigarrillos en 1881. Duke entró así en un negocio prometedor, ya que la industria del cigarrillo estaba en auge en ese momento. Entre 1870 y 1880, el consumo total de cigarrillos en Estados Unidos había aumentado de 14 millones de unidades anuales a 409 millones de unidades, y las jóvenes trabajadoras de las fábricas liaban varios miles de cigarrillos a mano cada día en las manufacturas. Fumar era cada vez más popular y como los cigarrillos tardaban mucho tiempo en hacerse a mano, todas las fábricas de cigarrillos estaban interesadas en mecanizar la producción.
La industria del cigarrillo ya se había establecido en otros lugares de Estados Unidos, pues mientras la producción de tabaco se realizaba principalmente en Virginia y Carolina del Norte, los cigarrillos se fabricaban en ciudades más grandes, como la ciudad de Nueva York. James se centró especialmente en un nicho de mercado en el negocio del tabaco, el cigarrillo listo para liar. Para la producción de cigarrillos, J. B. Duke contrató a 125 inmigrantes rusos que se trasladaron a Durham. En 1881, la empresa produjo 9,8 millones de cigarrillos y la primera marca de cigarrillos se llamó Duke of Durhams.

### Mecanización de la producción de cigarrillos
A principios de la década de 1880, se desarrollaron varias máquinas para la producción de cigarrillos, pero no tuvieron éxito en el mercado. A partir de 1882, James Duke trabajó con un joven mecánico, James A. Bonsack, que estaba convencido de que podía automatizar la producción de cigarrillos y había patentado una máquina para hacerlo en 1881.

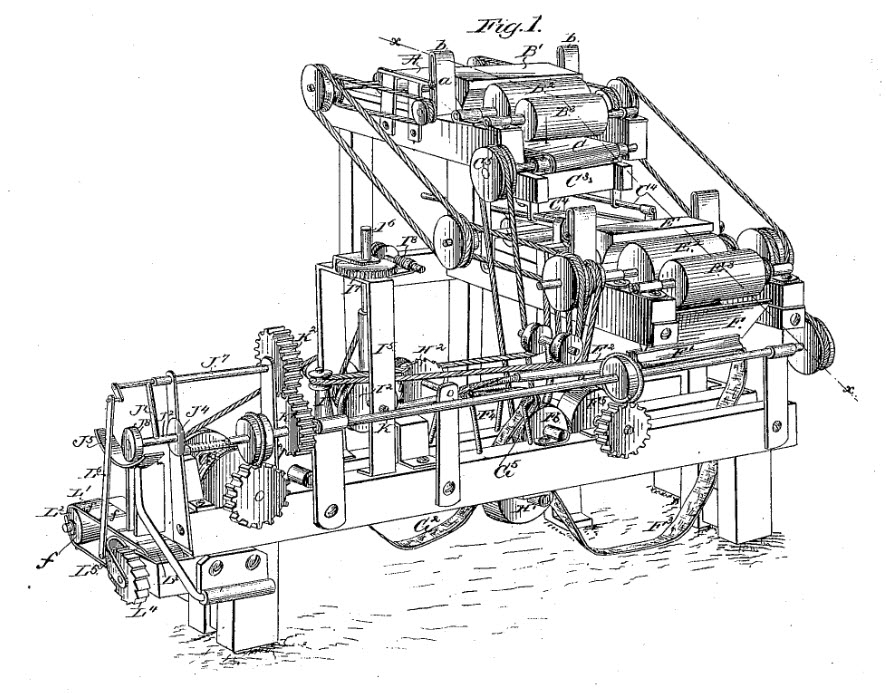
1881 máquina patentada por James A. Bonsack para liar cigarrillos

En 1883, la máquina de Bonsack estaba disponible para su alquiler en el mercado. Mientras que otros fabricantes, como la rival Richmond o la Allen & Ginter Company, se negaron a utilizar la máquina, J. B. Duke encargó dos de las máquinas de Bonsack, al haberse aficionado a la fabricación mecánica de cigarrillos. Se instalaron en 1884. El ingeniero William T. O'Brian hizo una modificación más a las máquinas y finalmente los dispositivos estuvieron listos para su uso. Como James Duke le proporcionó a Bonsack su primer pedido permanente dentro de la industria tabaquera estadounidense, pudo aprovechar esta oportunidad para negociar una reducción de los derechos de autor y los derechos exclusivos de la propia máquina. El control de las máquinas de Bonsack y el aumento de la productividad no sólo permitieron a la empresa convertirse en líder del sector de los cigarrillos, sino también reducir los costes de producción. Se redujeron en más de un 50 por ciento y continuaron reduciéndose a medida que las máquinas evolucionaban. James B. Duke se trasladó entonces a Nueva York y estableció otra fábrica, que tuvo tanto éxito que en cinco años suministraba la mitad de la producción de cigarrillos del país.

Esto permitió a la "W. Duke, Sons and Company" solucionó los problemas de abastecimiento que habían surgido desde 1885 debido a los habituales cuellos de botella en la producción. Con las máquinas, la producción aumentó de 9 millones de unidades en 1885 a 60 millones de unidades en 1887. Sin embargo, surgieron nuevos problemas en los primeros años. Una de las dificultades de la producción mecánica era la rápida desecación de los nuevos cigarrillos, que se evitó posteriormente añadiendo aditivos químicos. Sin embargo, el mayor reto era encontrar compradores para los nuevos cigarrillos perfectamente liados, ya que las máquinas de Bonsack producían 120.000 cigarrillos al día, aproximadamente una quinta parte de todos los cigarrillos que se consumen en Estados Unidos. Por ello, J. B. Duke se concentró en gran medida en la comercialización y la publicidad de su revolucionario producto. Patrocinó carreras de caballos, regaló cigarrillos, utilizó a actrices famosas como anunciantes y puso anuncios en varias revistas. James practicó la investigación de mercado examinando los paquetes de cigarrillos desechados en la calle a una edad temprana. Esto reveló que los minoristas de tabaco de Nueva York rechazaban los "cigarrillos fabricados a máquina" por considerar que no serían bien recibidos por los clientes. El joven empresario lanzó entonces una campaña de marketing con vallas publicitarias y anuncios en los periódicos para promocionar sus cigarrillos. 

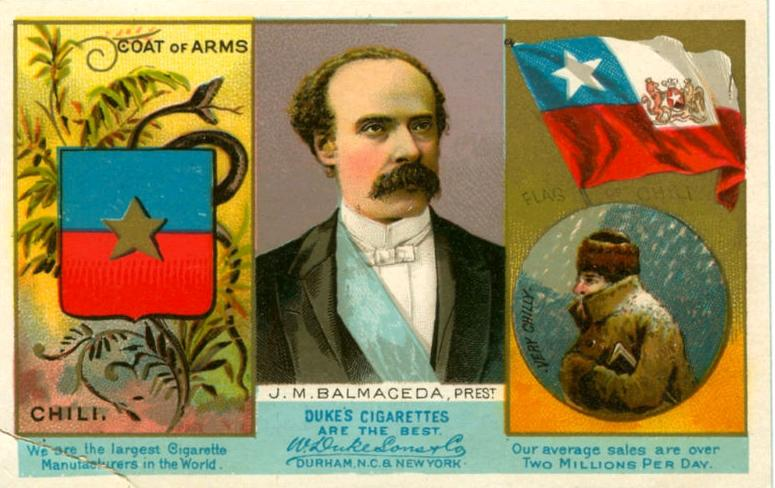
Foto de cigarrillos del expresidente chileno José Manuel Balmaceda, circa 1890

 La irrupción del público se produjo finalmente con pequeñas imágenes de actrices famosas, atletas o banderas nacionales que se incluyeron en las cajetillas de cigarrillos. La primera imagen de cigarrillos presentaba a un cantante popular de la época. El deseo de los clientes de poseer juegos completos de las imágenes de los cigarrillos los convirtió en un importante medio publicitario. Luego, en 1886, Duke presentó su propio envase para sus cigarrillos. James Buchanan Duke tuvo que hacer una publicidad agresiva y establecer una cercanía con los consumidores si quería tener éxito. Sólo en 1889, gastó 800.000 dólares americanos en marketing (con un valor de unos 25 millones de dólares hoy en día). Ese mismo año, el W. Duke, Sons and Company se convirtió en la mayor empresa de cigarrillos del mundo. Buck estructuró su empresa en función del consumo y la producción en masa, y en ello radicó también su especial talento. Hoy en día sigue siendo conocido por el agresivo marketing de sus productos.

### Fundación de la American Tobacco Company
J. B. Duke reinvirtió grandes sumas de sus beneficios en publicidad para competir. Sin embargo, las llamadas "guerras del tabaco" que se libraban entonces entre los cinco productores de cigarrillos más importantes de EE. UU. por el poder del mercado causaron problemas a la empresa. Al no haber un claro ganador, los cinco productores de tabaco cooperaron y se fusionaron en 1890 para formar la American Tobacco Company, de la que James Buchanan Duke se convirtió en presidente. American Tobacco controlaba entonces el 80 por ciento del mercado doméstico de Estados Unidos y obtenía unos 325 millones de dólares anuales. Durante los primeros años, American Tobacco se centró en la producción de cigarrillos, pero la visión de James Duke iba más allá. Su estrategia consistía en hacerse con el control de la producción de tabaco estadounidense y trató de comprar o arruinar al mayor número posible de productores. Bajo el nombre de Tobacco Trust, Buck llevó al gigante empresarial a dominar el mercado de los cigarrillos. Sin embargo, la estrategia empresarial de James Buchanan Duke no se limitó a Estados Unidos. En 1901, American Tobacco compró Ogden Ltd, uno de los principales productores de tabaco de Inglaterra, y entró así en el mercado europeo. Inglaterra respondió rápida y enérgicamente, y los 13 mayores productores de tabaco del país se unieron para formar Imperial Tobacco. En 1902, American Tobacco y Imperial Tobacco negociaron finalmente una tregua y formaron British American Tobacco. Al retirarse American Tobacco del mercado del Reino Unido y Imperial Tobacco del mercado americano, esta nueva corporación se centraría en la demanda de tabaco en el resto del mundo.
James Buchanan Duke decidió que el tabaco propio no fuera producido por la American Tobacco, lo que reforzó la desigualdad de poder entre agricultores y comerciantes o productores. Estas diferencias han sido características de la cultura del tabaco desde el principio y también fueron utilizadas por la American Tobacco Company (ATC) para imponer precios cada vez más bajos a sus proveedores hasta que finalmente se vieron obligados a vender por debajo del coste de producción. Esto llevó a la fundación de la "Dark Tobacco District Planters' Protective Association of Kentucky and Tennessee", o DTDPPA para abreviar, el 24 de septiembre de 1904, una asociación de cultivadores de tabaco para defenderse del poder de monopolio preponderante del trust. Al principio, esta organización intentó obligar al ATC a cooperar mediante el boicot: Todos los cultivadores de tabaco debían negarse a entregar sus plantas de tabaco. Para obligar a todos los agricultores a participar en el boicot e intimidar a los posibles rompehuelgas, se formó la Brigada Silenciosa dentro del DTDPPA. Como la ATC se negó rotundamente a pagar precios razonables, la Brigada Silenciosa se radicalizó y se conoció como los Jinetes de la Noche, que llevaron las Guerras del Tabaco del Parche Negro al extremo, incendiando granjas y fábricas de tabaco. Los bancos implicados, a su vez, contribuyeron a exacerbar aún más el conflicto. Se negaron a conceder préstamos a los agricultores que pertenecían a la DTDPPA, y se especuló con que lo hicieron bajo la presión de Duke y John D. Rockefeller. El éxito de los juicios contra los jinetes nocturnos condujo finalmente al fin de las Guerras del Parche Negro hacia 1908. En América, la estrategia de James para controlar la producción de tabaco tuvo mucho éxito. En 1910, American Tobacco comprendía el 75 por ciento de la producción de tabaco del país e incluía cigarrillos, rapé, tabaco de mascar, tabaco de fumar y cigarillos; sólo la industria de los cigarros era la que la corporación no podía controlar. Steven L. Danver (ed.): Revolts, Protests, Demonstrations, and Rebellions in American History: An Encyclopedia. Volumen 1, ABC-CLIO, 2010, ISBN 978-1-59884-221-0, pp. 701 y ss.

### Desmantelamiento de la American Tobacco Company
Un año después, en 1911, la American Tobacco Company fue disuelta por el Tribunal Supremo de los Estados Unidos en virtud de la legislación antimonopolio. La empresa fue acusada de restringir el libre comercio, tras lo cual la corporación se dividió en cuatro grandes empresas individuales: New American Tobacco Company, Ligget and Myers, P. Lorrilard y R. J. Reynolds. Esto supuso un duro revés para Duke; a partir de ese momento, Duke decidió dedicar todas sus energías a entrar en el mercado de la electricidad.
Sin embargo, James Buchanan Duke creó un producto universal con sus cigarrillos y supo explotar adecuadamente el mercado. A pesar de los riesgos conocidos para la salud, el consumo general de cigarrillos sigue aumentando en la actualidad. Su insistencia en la mecanización de la producción de cigarrillos, la dedicación y la estrategia comercial, y la reconocida confianza en las estrategias de marketing para aumentar la cuota de mercado de la demanda total revolucionaron la industria tabacalera estadounidense y marcaron de forma decisiva la historia del tabaco.

#### Ampliación de los campos de actividad y del compromiso social
Además de la exitosa producción de cigarrillos, los Duke fundaron en 1905 la "Southern Power Company", que posteriormente pasó a llamarse "Duke Power". La empresa se fundó a partir del negocio del hermano mayor de Buck, Benjamin Newton Duke. Había tenido éxito en la industria textil, un sector en el que la familia Duke estaba activa desde 1892. La necesidad de reducir los costes de la energía para la fabricación condujo finalmente a la creación de la Southern Power Company. El paso a la producción de electricidad fue otro éxito. Duke Power no sólo suministraba energía a las fábricas, sino también a comunidades y ciudades enteras de North y Carolina del Sur. A día de hoy, Duke Power desempeña un papel importante en EE. UU. Duke también construyó centrales eléctricas en Canadá, junto con el ingeniero William States Lee. Situadas en el río Saguenay en Québec, las centrales eléctricas estaban entre las más grandes del mundo en su momento, en 1923. Al cambiar una de las centrales eléctricas por acciones de la Aluminum Company of America, Duke abrió otra línea de negocio: el aluminio.

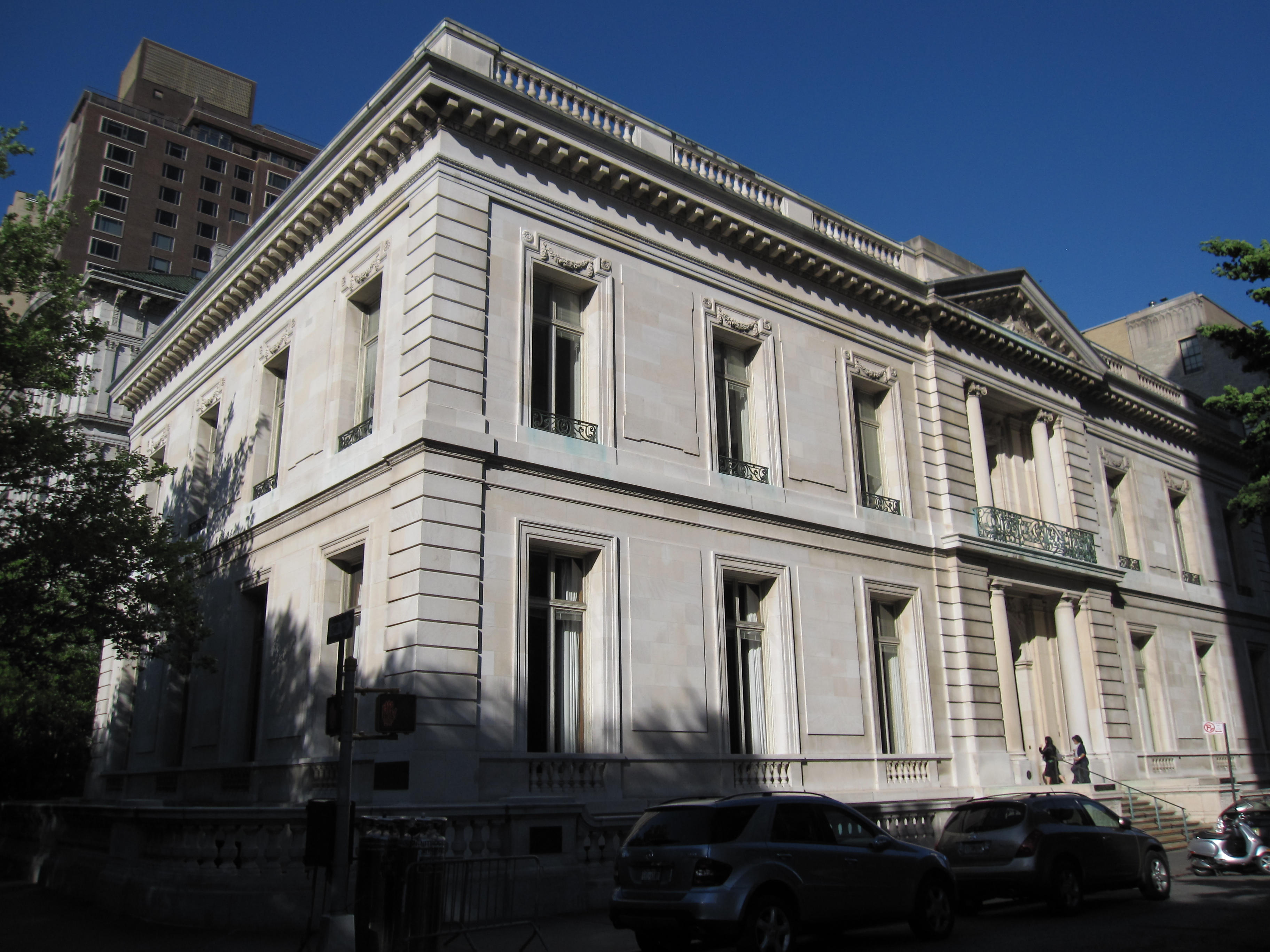
La casa de James B. Duke en la ciudad de Nueva York, 2010. James B. Duke la hizo construir en 1909-1912 y murió aquí en 1925

A partir de 1915, Duke dedicó más tiempo a apoyar causas benéficas, ya que su hermano Ben, que hasta entonces se había encargado de esta área, enfermó gravemente. Con su experiencia económica y su perspicacia empresarial, Duke ayudó a que la filantropía de su familia alcanzara un desarrollo duradero. En 1924, un año antes de su muerte, creó la "Dotación Duke". El Trinity College, en particular, se convirtió en el principal beneficiario de esta dotación. En sus terrenos se construyó un colegio propio, la famosa Universidad de Duke.